# Chanathip Songkrasin
Chanathip Songkrasin (Nakhon Pathom, 1993. október 5. –) thaiföldi válogatott labdarúgó.

## Nemzeti válogatott
A thaiföldi válogatottban 37 mérkőzést játszott.

## Statisztika
| Thaiföldi válogatott | Thaiföldi válogatott | Thaiföldi válogatott |
| Időszak              | Mérk.                | gól                  |
| -------------------- | -------------------- | -------------------- |
| 2012                 | 2                    | 0                    |
| 2013                 | 3                    | 2                    |
| 2014                 | 7                    | 2                    |
| 2015                 | 5                    | 0                    |
| 2016                 | 16                   | 1                    |
| 2017                 | 4                    | 0                    |
| Összesen             | 37                   | 5                    |